# Careproctus armatus
Careproctus armatus är en fiskart som beskrevs av Andriashev, 1991. Careproctus armatus ingår i släktet Careproctus och familjen Liparidae. Inga underarter finns listade.